# Trichomalopsis heterogynidis
Trichomalopsis heterogynidis is een vliesvleugelig insect uit de familie Pteromalidae. De wetenschappelijke naam is voor het eerst geldig gepubliceerd in 1984 door Graham.